# 呂良子
吕良子，南宋泉州晋江人，吕仲洙的女儿。
她的父亲吕仲洙得病快要死了，吕良子焚香祈求上天，请以自身代父，割大腿肉做粥给父亲吃。当天夜里，群鹊绕屋飞叫，她仰视空中，有三颗大星明亮如月。第二日，吕仲洙病好了。妹妹吕细良也跟着她一起拜天祈祷，吕良子让她退下，吕细良生气地说："只有姐姐能这样，我不能吗！"知州真德秀嘉赞她家，表彰其家为“懿孝”。